# Рожман, Ивана
Ивана Рожман (макед. Ивана Рожман; род. 14 июля 1989, Скопье) — северомакедонская легкоатлетка, специалистка по бегу на короткие дистанции. Выступала за сборную Республики Македонии по лёгкой атлетике в 2008—2012 годах, многократная победительница и призёрка первенств национального значения, действующая рекордсменка страны в беге на 60 метров в помещении, участница ряда крупных международных турниров, в том числе летних Олимпийских игр в Пекине.

## Биография
Ивана Рожман родилась 14 июля 1989 года в Скопье.
Впервые заявила о себе в лёгкой атлетике на международном уровне в сезоне 2008 года, когда вошла в состав национальной сборной Республики Македонии и выступила в беге на 100 метров на юниорском мировом первенстве в Быдгоще. Выполнив олимпийский квалификационный норматив, благополучно прошла отбор на летние Олимпийские игры в Пекине — на предварительном квалификационном этапе дисциплины 100 метров показала результат 12,92 и в следующую стадию соревнований не вышла.
После пекинской Олимпиады Рожман осталась в составе легкоатлетической команды Республики Македонии на ещё один олимпийский цикл и продолжила принимать участие в крупнейших международных турнирах. Так, в 2009 году она бежала 60 метров на чемпионате Европы в помещении в Турине, выступила в беге на 100 и 200 метров на Всемирной Универсиаде в Белграде, стартовала на 100-метровой дистанции на молодёжном европейском первенстве в Каунасе и на чемпионате мира в Берлине.
В 2010 году в дисциплине 100 метров отметилась выступлением на чемпионате Европы в Барселоне.
В 2011 году бежала 100 метров на молодёжном европейском первенстве в Остраве и на чемпионате мира в Тэгу.
В 2012 году в той же дисциплине стартовала на чемпионате Европы в Хельсинки, и эти соревнования стали последними в её спортивной карьере.